# Persone di nome Caterina/Nobili
| Questa pagina contiene informazioni ricavate automaticamente dalle voci biografiche con l'ausilio del template Bio e di un bot. L'aggiornamento è periodico e automatico e ricostruisce completamente la pagina. Se manca una persona in questa lista, sei pregato di non aggiungerla, ma accertati piuttosto che la sua voce biografica contenga il template Bio e che i dati anagrafici siano correttamente compilati. Se il template Bio manca, inseriscilo tu stesso o, in alternativa, metti l'avviso {{tmp\|Bio}} che ne segnala la mancanza. Se i dati riportati sono sbagliati, correggi direttamente la voce biografica; le modifiche saranno visibili in questa lista entro pochi giorni. Per chiarimenti vedi il progetto antroponimi. La lista contiene solo le 54 persone che sono citate nell'enciclopedia e per le quali è stato implementato correttamente il template Bio. Pagina aggiornata al 6 ago 2025. |

Questa è una lista di persone presenti nell'enciclopedia che hanno il nome Caterina e sono nobili.

## A(2)
- Caterina d'Alençon, nobile (n. 1396 - Parigi, † 1462)
- Caterina Anguissola, nobile italiana (Piacenza - Castel Goffredo, † 1550)

## B(1)
- Caterina di Borbone-Clermont, nobile francese (Liegi, n. 1440 - Nimega, † 1469)

## C(20)
- Caterina di Braunschweig-Lüneburg, nobile tedesca (n. 1488 - Amt Neuhaus, † 1563)
- Caterina di Pomerania-Wolgast, nobile tedesca (n. 1465 - † 1526)
- Caterina Federica di Württemberg, nobile (Stoccarda, n. 1821 - Stoccarda, † 1898)
- Caterina di Sassonia-Lauenburg, nobile (Ratzeburg, n. 1513 - Stoccolma, † 1535)
- Caterina d'Austria, nobile (Wiener Neustadt, n. 1420 - Castello di Hohenbaden, † 1493)
- Caterina di Boemia, nobile (Praga, n. 1342 - Vienna, † 1395)
- Caterina Carlotta del Palatinato-Zweibrücken, nobile (Zweibrücken, n. 1615 - Düsseldorf, † 1651)
- Caterina di Brandeburgo-Küstrin, nobile tedesca (Küstrin, n. 1549 - Cölln, † 1602)
- Caterina di Brunswick-Lüneburg, nobile (n. 1395 - Grimma, † 1442)
- Caterina di Sassonia, nobile (n. 1421 - Berlino, † 1476)
- Caterina di Sassonia, nobile tedesca (Grimma, n. 1468 - Calenberg, † 1524)
- Caterina di Nevers, nobile francese (Nevers, n. 1568 - Parigi, † 1629)
- Caterina di Clermont, nobile
- Caterina d'Asburgo, nobile austriaca (Vienna, n. 1320 - Vienna, † 1349)
- Caterina di Vendôme, nobile († 1411)
- Caterina di Bosnia, contessa di Cilli, nobile bosniaca
- Caterina d'Ungheria, nobile ungherese (Ungheria)
- Caterina di Challant, nobile italiana († 1476)
- Caterina Colonna, nobile italiana († 1438)
- Caterina Cybo, nobile italiana (Ponzano, n. 1501 - Firenze, † 1557)

## D(15)
- Caterina Enrichetta di Borbone, nobile francese (Rouen, n. 1596 - Parigi, † 1663)
- Caterina Elisabetta di Brunswick-Lüneburg, nobile tedesca (n. 1385)
- Caterina Renata d'Asburgo, nobile austriaca (Graz, n. 1576 - Graz, † 1599)
- Caterina d'Austria, nobile (Vienna, n. 1533 - Linz, † 1572)
- Caterina di Kleve, nobile (Kleve, n. 1417 - Lobith, † 1479)
- Caterina di Savoia, nobile (Rheinfelden, † 1336)
- Caterina d'Asburgo, nobile austriaca (Vienna, n. 1295 - Napoli, † 1323)
- Caterina della Scala, nobile italiana (Verona - Verona)
- Caterina di Borbone, nobile (Parigi, n. 1559 - Nancy, † 1604)
- Caterina di Borgogna, nobile (Montbard, n. 1378 - Gray-sur-Saône, † 1425)
- Caterina di Clèves, nobile francese (n. 1548 - Parigi, † 1633)
- Caterina Maria di Guisa, nobile francese (Joinville, n. 1552 - Parigi, † 1596)
- Caterina di Lorena, nobile e badessa francese (Nancy, n. 1573 - Parigi, † 1648)
- Caterina di Meclemburgo-Schwerin, nobile tedesca (n. 1487 - Torgau, † 1561)
- Caterina Michela d'Asburgo, nobile spagnola (Madrid, n. 1567 - Torino, † 1597)

## G(4)
- Caterina Gonzaga, nobile italiana (Castel Goffredo, n. 1574 - Milano, † 1615)
- Caterina Secco Gonzaga, nobile italiana (Mantova)
- Caterina Gonzaga di Novellara, nobile italiana (Novellara - Padova, † 1438)
- Caterina Gonzaga di Montevecchio, nobile italiana (Mantova, n. 1476)

## M(4)
- Caterina Malatesta, nobile italiana (Mantova)
- Caterina da Marano, nobile
- Caterina di Ferdinando de' Medici, nobile (Firenze, n. 1593 - Siena, † 1629)
- Caterina Melzi d'Eril, nobile italiana (Milano, n. 1824 - Milano, † 1887)

## N(1)
- Caterina di Navarra, nobile francese (n. 1455 - † 1494)

## O(2)
- Caterina Ordelaffi, nobile italiana (Forlì)
- Caterina di Taranto, nobile italiana

## R(1)
- Caterina Rangoni, nobile (Forlì, † 1467)

## V(3)
- Caterina di Valois, nobile (n. 1428 - Bruxelles, † 1446)
- Caterina Visconti, nobile italiana (Milano, n. 1282 - Verona, † 1311)
- Caterina Vogoride-Conachi, nobile e rivoluzionaria rumena (Țigănești, n. 1831 - Genova, † 1870)

## Y(1)
- Caterina di York, nobile britannica (Eltham Palace, n. 1479 - Tiverton, † 1527)